# Стад дьо ла Маладиер
„Стад дьо ла Маладиер“ е стадион в Ньошател, Швейцария.
Използва се най-вече за футболни срещи и служи за домакинските мачове на „Ньошател Ксамакс“. Има капацитет от 12 000 седящи места и е построен на мястото на предишния едноименен стадион.